# Pterostichinae
Pterostichinae là một phân họ bọ chân chạy (họ Carabidae).

## Phân loại
Phân họ này bao gồm các tông và chi sau:
Tông Chaetodactylini Tschitscherine, 1903
- Chaetodactyla Tschitscherine, 1897

Tông Cnemalobini Germain, 1911
- Cnemalobus Guerin-Meneville, 1838

Tông Cratocerini Lacordaire, 1854
- Abacaelostus Straneo, 1952
- Andrewesinulus Straneo, 1938
- Apsidocnemus Alluaud, 1936
- Barylaus Liebherr, 1985
- Brachidius Chaudoir, 1852
- Caecocaelus Straneo, 1949
- Caelostomus W.S.MacLeay, 1825
- Camptogenys Tschitscherine, 1899
- Capabatus Csiki, 1930
- Catapiesis Solier, 1835
- Cratocerus Dejean, 1829
- Crenulostrigus Straneo, 1942
- Cyrtolaus Bates, 1882
- Dactyleurys Tschitscherine, 1899
- Dactylinius Straneo, 1941
- Diachipteryx Alluaud, 1925
- Diceromerus Chaudoir, 1873
- Dromistomus Jeannel, 1948
- Drymonaxus Straneo, 1941
- Feostoma Straneo, 1941
- Hemitelestus Alluaud, 1895
- Homalomorpha Brullé, 1837
- Hoplizomenus Chaudoir, 1873
- Leleuporites Straneo, 1960
- Madapelmus Dajoz, 1985
- Monodryxus Straneo, 1942
- Oxyglychus Straneo, 1938
- Pachycaecus Straneo, 1971
- Pachyroxochus Straneo, 1942
- Platyxythrius Lorenz, 1998
- Stegazopteryx Will, 2004
- Stomonaxellus Tschitscherine, 1901
- Strigomerodes Straneo, 1939
- Strigomerus Chaudoir, 1873
- Trichillinus Straneo, 1938

Tông Microcheilini Jeannel, 1948
- Microcheila Brulle, 1834

Tông Morionini Brulle, 1835
- Buderes Murray, 1857
- Hyperectenus Alluaud, 1935
- Hyperion Castelnau, 1834
- Megamorio Chaudoir, 1880
- Morion Latreille, 1810
- Morionidius Chaudoir, 1880
- Moriosomus Motschulsky, 1864
- Platynodes Westwood, 1846
- Stereostoma Murray, 1857

Tông Pterostichini Bonelli, 1810
- (Xem Pterostichini với ~180 chi)

Tông Zabrini Bonelli, 1810
- (See Zabrini với 3 chi)